# Drimys winteri
Casca-de-anta (Drimys winteri) é uma árvore da família Winteraceae oriunda do Chile e partes da Argentina com indicações medicinais.
Popularmente é utilizada como anti-anêmica, para fraqueza e digestiva e para vômitos.
A Casca-de-anta é também conhecida por casca d'anta, paratudo ou para tudo.
Ela recebe esse nome popular por causa do fato que antas vão se esfregar e morder na casca da árvore para receber seus efeitos medicinais.